# Стєпан Радельїч
Стєпан Радельїч (босн. Stjepan Radeljić, нар. 5 вересня 1997, Нова Біла, Боснія і Герцеговина) — боснійський футболіст, центральний захисник хорватського клубу «Рієка» та національної збірної Боснії і Герцеговини.

## Ігрова кар'єра

### Клубна
Стєпан Радельїч є вихованцем клубної академії боснійського клубу «Зрінськи». У 2016 році він приєднався до німецького «Штутгарта». Але два сезони грав лише у дургому складі команді в Регіональній лізі.
В червні 2018 року Радельїч перейшов до хорватського клубу «Осієк». Вже 12 липня в рамках кваліфікації Ліги Європи футболіст провів першу гру в складі «Осієка». Але в національному чемпіонаті він за основу клубу не зіграв жодного матчу і в січні 2020 року футболіст відбув в оренду в боснійський клуб «Широкі Брієг». Через рік футболіст знову був відправлений в оренду. Цього разу його клубом став молдовський «Шериф». На початку 2022 року тираспільський клуб скоритстався опцією і викупив трансфер захисника. У складі «Шерифа» Радельїч тричі ставав чемпіоном Молдови та виграв два національних Кубки.
У липні 2023 року Радельїч перейшов до хорватської «Рієки», підписавши з клубом трирічний контракт. Офіційний дебют в новій команді відбувся 27 липня у матчі кваліфікації Ліги конференцій. Через два тижні після цього захисник зіграв перший матч і в чемпіонаті країни.

### Збірна
3 червня 2024 року у товариському матчі проти Англії Стєпан Радельїч дебютував у складі національній збірній Боснії і Герцеговини.

## Титули
Шериф
 Чемпіон Молдови (3): 2020/21, 2021/22, 2022/23
 Переможець Кубка Молдови (2): 2021/22, 2022/23
Рієка
 Чемпіон Хорватії (1): 2024/25
 Переможець Кубка Хорватії (1): 2024/25